# Pterigijum
Pterigijum ili surfersko oko je dobroćudna (benigna), fibrovaskularna lezija površine oka, prekrivena epitelom vežnjače, koja se pruža centripetalno od vežnjače. Najčešće se promene javljaju na oba oka. U velikom broju slućajeva bolest ne zahteva lečenje, a kod upornih oblika leči se obično otklanjanjem pterigijuma operacijom.

## Epidemiologija
Prava učestalost pterigijuma veoma varira i kreće se od 1,3% opšte populacije Irana do 33% opšte populacije južne Kine U opštoj populacije Danske prevalencija je iznosila 8,6%, Španije 5,9%, dok kod ribara na ostrvu Rabu prevalencija iznosila 23%.

## Etiopatogeneza
Bolest se najčešće javlja kod osoba izloženih delovanju sunčeve svetlosti, osoba sa alergijama i zapaljenskim oboljenjima. Međutim prava etiologija i patogeneza pterigijuma nije u potpunosti razjašnjena, mada su brojne epidemiološke studije dokazale da je ultravioletno (UV) zračenje najznačajniji faktor rizika u nastanku pterigijuma.

## Klinička slika
Simptomi i znaci bolesti su:
- Nadražaj u oku,
- Crvenilo oka,

## Dijagnoza
Dijagnoza se postavlhja na osno karakteristične promene trokuglastog oblika, priljubljene za rožnjaču, obično sa nosne strane. Vrh promene je na kornei i odatle se širi prema perilimbalnom području.

## Terapija
Medikamntna terapija
Farmakološki tretman pterigijuma šesto nije potreban, ali kod znakova progresije bolesti kratkotrajno se uključuje 0,125% prednisolon acetat 3 puta dnevno.
Ukoliko nastane inflamacija pterigijuma, u proces lečenja treba uključiti i veštačke suze.
Hirurška terapija
Indikacije za operativni tretman pterigijuma, je njegova izraženija forma u kojoj progresija pterigijuma ide do pupilarnog ruba, i praćena je smetnjama vida.
Praćenje toka bolesti
Nakon primarnog lečenja pacijenta je potrebno kontrolisati svaka 2 meseca, dok se ne postavi indikacija za operativni tretman. 
Kontrola treba da ukaže i ebventualne morfološke promene koje mogu prethoditi nastanku skvamocelularnog karcinoma konjunktive, kod obolelih od pterigujuma. Moguže prisustvo premalignih lezija epitela pterigijuma ukazuje na neophodnost histološkog pregleda svih ekscidiranih pterigijuma, što će omogućiti rano otkrivanje malignih lezija konjunktive i odgovarajući terapijski tretman.
Takođe uporedna analiza kliničkih karakteristika pterigijuma može biti dobra osnova za predviđanje pojave recidiva, koji predstavljaju najveći problem u lečenju ovog dosta rasprostranjenog oboljenja.

## Literatura
- Tan DTH; Tang WY, Liu YP, Goh HS, Smith DR (2000). „Apoptosis and apoptosis related gene expresion in normal conjunctiva nad pterygium”. Br J Ophthalmol. 84 (2): 212—216. PMC 1723383 . PMID 10655200. doi:10.1136/bjo.84.2.212.
- Chui J; Coroneo MT, Tat LT, Crouch R, Wakefield D, Di Girolamo N (2011). „Ophthalmic pterygium: a stem cell disorder with premalignant features”. AJP. 178 (2): 817—827. PMC 3069871 . PMID 21281814. doi:10.1016/j.ajpath.2010.10.037.
- Ramasamy B; Quah SA, Wishart MS, Hiscott P (2005). „Temporal pterygium: benign or not? Br J Ophthalmol”. Br J Ophthalmol. 89 (11): 1533—1534. PMC 1772936 . PMID 16234471. doi:10.1136/bjo.2005.071993..
- Hirst LW; Axelsen RA, Schwab I (2009). „Pterygium and associated ocular surface squamous neoplasia”. Archives of Ophthalmology. 127 (1): 31—32. PMID 19139334. doi:10.1001/archophthalmol.2008.531.
- Mirza E; Gumus K, Evereklioglu C, Arda H, Oner A, Canoz O (2008). „Invasive squamous cell carcinoma of the conjunctiva first misdiagnosed as a pterygium: A clinicopathologic report”. Eye Contact Lens. 34 (3): 188—190. PMID 18463488. S2CID 5598001. doi:10.1097/ICL.0b013e31815700af.
- Rootman, D. B.; McGowan, H. D.; Yücel, Y. H.; Pavlin, C. J.; Simpson, E. R. (2012). „Intraocular extension of conjunctival invasive squamous cell carcinoma after pterygium surgery and cataract extraction”. Eye Contact Lens. 38 (2): 133—138. PMID 22169876. S2CID 45376334. doi:10.1097/ICL.0b013e318235c4d3..

## Spoljašnje veze
- Pterygium eMedicine WebMD online article on pterygium (overview, differential diagnoses & workup, treatment & medication, and follow-up) (језик: енглески)

|  | Molimo Vas, obratite pažnju na važno upozorenje u vezi sa temama iz oblasti medicine (zdravlja). |